# Horlick Mountains
Horlick Mountains är ett berg i Antarktis. Det ligger i Västantarktis. Inget land gör anspråk på området. Toppen på Horlick Mountains är 1 795 meter över havet.
Terrängen runt Horlick Mountains är en högslätt.  Trakten är obefolkad. Det finns inga samhällen i närheten.